# Tour Méditerranéen 2013
Il Tour Méditerranéen 2013, quarantesima edizione della corsa, valido come prova del circuito UCI Europe Tour 2013 categoria 2.1, si svolse in 4 tappe, dal 6 al 10 febbraio 2013, su un percorso totale ridotto a 519,2 km, con partenza da Limoux ed arrivo a Grasse. Fu vinto dallo svedese Thomas Löfkvist, del team IAM Cycling, che si impose in 12 ore 27 minuti e 24 secondi, alla media di 41,68 km/h.
Partirono da Limoux 166 ciclisti in rappresentanza di 21 squadre; in 100 conclusero la corsa.

## Tappe
| Tappa  | Data        | Percorso                              | km    | Vincitore di tappa     | Leader cl. generale |           |
| ------ | ----------- | ------------------------------------- | ----- | ---------------------- | ------------------- | --------- |
| 1ª     | 6 febbraio  | Limoux > Gruissan                     | 146,5 | André Greipel          | André Greipel       |           |
| 2ª     | 7 febbraio  | Cap d'Agde > Sète (Cron. individuale) | 24,3  | Lars Boom              | Lars Boom           |           |
| 3ª     | 8 febbraio  | Marsiglia > Saint-Rémy-de-Provence    | 158,5 | annullata              | annullata           | annullata |
| 4ª     | 9 febbraio  | Rousset > Monte Faron                 | 151   | Jean-Christophe Péraud | Maxime Monfort      |           |
| 5ª     | 10 febbraio | Bandol > Grasse                       | 197,4 | Jürgen Roelandts       | Thomas Löfkvist     |           |
| Totale | Totale      | Totale                                | 667,7 |                        |                     |           |

## Squadre partecipanti
| N.      | Cod. | Squadra                    |
| ------- | ---- | -------------------------- |
| 1-8     | EUC  | Team Europcar              |
| 11-18   | ALM  | AG2R La Mondiale           |
| 21-28   | FDJ  | FDJ                        |
| 31-38   | COF  | Cofidis, Solutions Crédits |
| 41-48   | BMC  | BMC Racing Team            |
| 51-58   | RLT  | RadioShack-Leopard         |
| 61-68   | LTB  | Lotto-Belisol Team         |
| 71-78   | GRM  | Garmin-Sharp               |
| 81-88   | TST  | Team Saxo-Tinkoff          |
| 91-98   | BLA  | Blanco Pro Cycling Team    |
| 101-108 | EUS  | Euskaltel-Euskadi          |

| N.      | Cod. | Squadra                      |
| ------- | ---- | ---------------------------- |
| 111-118 | VCD  | Vacansoleil-DCM              |
| 121-128 | IAM  | IAM Cycling                  |
| 131-138 | CCC  | CCC-Polsat Polkowice         |
| 141-148 | SOJ  | Sojasun                      |
| 151-158 | AJW  | Accent.jobs-Wanty            |
| 161-168 | LPM  | La Pomme Marseille           |
| 171-178 | COL  | Colombia                     |
| 181-188 | BSE  | Bretagne-Séché Environnement |
| 191-198 | BIG  | BigMat-Auber 93              |
| 201-208 | AND  | Androni Giocattoli-Venezuela |

## Dettagli delle tappe

### 1ª tappa
- 6 febbraio: Limoux > Gruissan – 146,5 km

Risultati
| Pos. | Corridore       | Squadra       | Tempo    |
| ---- | --------------- | ------------- | -------- |
| 1    | André Greipel   | Lotto-Belisol | 3h25'23" |
| 2    | Matteo Pelucchi | IAM Cycling   | s.t.     |
| 3    | Maxime Daniel   | Sojasun       | s.t.     |

| Pos. | Corridore       | Squadra       | Tempo    |
| ---- | --------------- | ------------- | -------- |
| 1    | André Greipel   | Lotto-Belisol | 3h25'23" |
| 2    | Matteo Pelucchi | IAM Cycling   | s.t.     |
| 3    | Maxime Daniel   | Sojasun       | s.t.     |

### 2ª tappa
- 7 febbraio: Cap d'Agde > Sète  – Cronometro individuale – 24,3 km

Risultati
| Pos. | Corridore      | Squadra    | Tempo  |
| ---- | -------------- | ---------- | ------ |
| 1    | Lars Boom      | Blanco     | 32'25" |
| 2    | Maxime Monfort | RadioShack | a 22"  |
| 3    | Anthony Roux   | FDJ        | a 36"  |

| Pos. | Corridore      | Squadra    | Tempo    |
| ---- | -------------- | ---------- | -------- |
| 1    | Lars Boom      | Blanco     | 6h31'33" |
| 2    | Maxime Monfort | RadioShack | a 22"    |
| 3    | Anthony Roux   | FDJ        | a 36"    |

### 3ª tappa
- 8 febbraio: Marsiglia > Saint-Rémy-de-Provence – 158,5 km

Annullata per problemi amministrativi

### 4ª tappa
- 9 febbraio: Rousset > Monte Faron – 151 km

Risultati
| Pos. | Corridore              | Squadra       | Tempo    |
| ---- | ---------------------- | ------------- | -------- |
| 1    | Jean-Christophe Péraud | AG2R La Mond. | 3h33'12" |
| 2    | Francesco Reda         | Androni       | a 19"    |
| 3    | Bauke Mollema          | Blanco        | a 24"    |

| Pos. | Corridore       | Squadra     | Tempo    |
| ---- | --------------- | ----------- | -------- |
| 1    | Maxime Monfort  | RadioShack  | 7h32'16" |
| 2    | Lars Boom       | Blanco      | a 1"     |
| 3    | Thomas Löfkvist | IAM Cycling | a 2"     |

### 5ª tappa
- 10 febbraio: Bandol > Grasse – 197,4 km

Risultati
| Pos. | Corridore        | Squadra       | Tempo    |
| ---- | ---------------- | ------------- | -------- |
| 1    | Jürgen Roelandts | Lotto-Belisol | 4h54'49" |
| 2    | Francesco Reda   | Androni       | a 4"     |
| 3    | Mikel Nieve      | Euskaltel     | a 13"    |

| Pos. | Corridore              | Squadra       | Tempo     |
| ---- | ---------------------- | ------------- | --------- |
| 1    | Thomas Löfkvist        | IAM Cycling   | 12h27'42" |
| 2    | Jean-Christophe Péraud | AG2R La Mond. | s.t.      |
| 3    | Francesco Reda         | Androni       | a 11"     |

## Evoluzione delle classifiche
| Tappa              | Vincitore              | Classifica generale | Classifica scalatori | Classifica a punti | Classifica sprint | Classifica a squadre |
| ------------------ | ---------------------- | ------------------- | -------------------- | ------------------ | ----------------- | -------------------- |
| 1ª                 | André Greipel          | André Greipel       | Théo Vimpère         | André Greipel      | Matteo Pelucchi   | Lotto-Belisol Team   |
| 2ª                 | Lars Boom              | Lars Boom           | Théo Vimpère         | Lars Boom          | Bob Jungels       | RadioShack-Leopard   |
| 3ª                 | annullata              | Lars Boom           | Théo Vimpère         | Lars Boom          | Bob Jungels       | RadioShack-Leopard   |
| 4ª                 | Jean-Christophe Péraud | Maxime Monfort      | Théo Vimpère         | Thomas Löfkvist    | Jon Izagirre      | FDJ                  |
| 5ª                 | Jürgen Roelandts       | Thomas Löfkvist     | Théo Vimpère         | Jürgen Roelandts   | Diego Rosa        | IAM Cycling          |
| Classifiche finali | Classifiche finali     | Thomas Löfkvist     | Théo Vimpère         | Jürgen Roelandts   | Diego Rosa        | IAM Cycling          |

## Classifiche finali

### Classifica generale
| Pos. | Corridore              | Squadra       | Tempo     |
| ---- | ---------------------- | ------------- | --------- |
| 1    | Thomas Löfkvist        | IAM Cycling   | 12h27'24" |
| 2    | Jean-Christophe Péraud | AG2R La Mond. | s.t.      |
| 3    | Francesco Reda         | Androni       | a 11"     |
| 4    | Maxime Monfort         | RadioShack    | a 16"     |
| 5    | Nicolas Roche          | Saxo-Tinkoff  | a 20"     |
| 6    | Bauke Mollema          | Blanco        | a 30"     |
| 7    | Jürgen Roelandts       | Lotto-Belisol | a 41"     |
| 8    | Gustav Larsson         | IAM Cycling   | a 50"     |
| 9    | Alexandre Geniez       | FDJ           | s.t.      |
| 10   | Arthur Vichot          | FDJ           | a 1'06"   |

### Classifica a punti
| Pos. | Corridore              | Squadra       | Punti |
| ---- | ---------------------- | ------------- | ----- |
| 1    | Jürgen Roelandts       | Lotto-Belisol | 44    |
| 2    | Francesco Reda         | Androni       | 40    |
| 3    | Thomas Löfkvist        | IAM Cycling   | 37    |
| 4    | Jean-Christophe Péraud | AG2R La Mond. | 32    |
| 5    | Bauke Mollema          | Blanco        | 26    |

### Classifica scalatori
| Pos. | Corridore              | Squadra       | Punti |
| ---- | ---------------------- | ------------- | ----- |
| 1    | Théo Vimpère           | BigMat-Auber  | 26    |
| 2    | Thibaut Pinot          | FDJ           | 12    |
| 3    | Jean-Christophe Péraud | AG2R La Mond. | 10    |
| 4    | Will Routley           | Accent.jobs   | 10    |
| 5    | Jérémy Roy             | FDJ           | 8     |

### Classifica giovani
| Pos. | Corridore     | Squadra    | Tempo     |
| ---- | ------------- | ---------- | --------- |
| 1    | Diego Rosa    | Androni    | 12h29'28" |
| 2    | Rudy Molard   | Cofidis    | a 47"     |
| 3    | Jon Izagirre  | Euskaltel  | a 5'22"   |
| 4    | Benjamin King | RadioShack | a 6'18"   |
| 5    | Thibaut Pinot | FDJ        | a 6'24"   |

### Classifica a squadre
| Pos. | Squadra                      | Tempo     |
| ---- | ---------------------------- | --------- |
| 1    | IAM Cycling                  | 37h24'23" |
| 2    | Androni Giocattoli-Venezuela | a 2'43"   |
| 3    | AG2R La Mondiale             | a 3'19"   |
| 4    | FDJ                          | a 3'25"   |
| 5    | Team Europcar                | a 5'45"   |